# Zenova svijest
Zenova svijest (tal. La coscienza di Zeno), psihološki roman talijanskog pisca i industrijalca Itala Sveva, objavljen 1923. Smatra se remek-djelom modernizma u europskim razmjerima.
Protagonist je Zeno Cosini. Roman je pisan u prvom licu, u obliku njegovog fiktivnog memoara. Pisanje memoara savjetovao mu je psihijatar te Zeno bilježi svoje misli i osjećaje o ocu, poslu, supruzi, ovisnosti o duhanu i Prvom svjetskom ratu. On je i nepouzdani pripovjedač: već na prvoj stranici njegov psihijatar (koji pak objavljuje Zenove zapise iz osvete, jer je ovaj prestao dolaziti k njemu na terapiju) konstatira kako je Zenov zapis sačinjen od istina i laži.
Treći je roman i najznačajnije djelo Itala Sveva, kojim se autor, tršćanski industrijalac, proslavio u književnosti. Srodan je romanima suvremenika Marcela Prousta i Jamesa Joycea; s potonjim se Svevo i družio, u vrijeme dok je Joyce predavao u Trstu. 'Zenovu svijest' autor je objavio o vlastitom trošku. Knjiga nakon izdavanja prolazi nezapaženo. Joyce je nekoliko godina kasnije daje dvojici francuskih kritičara koji prepoznaju njenu vrijednost. U Italiji je stekla priznanje još kasnije; pozitivno ju je ocijenio pjesnik i kasniji nobelovac Eugenio Montale.
Na hrvatski se prevodi i kao 'Zenova savjest'. Knjigu je s talijanskog na hrvatski jezik preveo Mate Maras 1982.